# Володарский мост
Волода́рский мост — разводной мост через Неву в Санкт-Петербурге. Соединяет Народную и Ивановскую улицы (Невский район). Часть Центральной дуговой магистрали. Единственный в городе мост с эстакадой для съезда трамваев (левый берег). Выше по течению находится Большой Обуховский мост, ниже — строящийся Большой Смоленский мост и Финляндский железнодорожный мост.
В 1932—1936 годах по проекту инженера Г. П. Передерия был построен трёхпролётный железобетонный арочный мост с металлическим двукрылым разводным пролётом. В 1986—1993 годах старый мост был разобран и заменён металлическим балочным.

## Название
Назван в честь революционного деятеля В. Володарского, убитого в районе будущего моста в 1918 году.

## История

### Мост 1936 года
Необходимость постройки постоянного моста в этом месте была вызвана проектом планировки Ленинграда в 1930-е годы, который предусматривал значительное развитие его юго-восточной части и намечавшейся организацией кольцевой транспортной магистрали, часть которой должна была охватить южные районы города и выйти к Финскому заливу.
Проект моста был разработан группой инженеров проектного отдела Ленмосттреста под руководством профессора Г. П. Передерия, при участии инженера В. И. Крыжановского по разводному пролёту и архитектора К. М. Дмитриева (при консультации профессора А. С. Никольского):45. По условиям проекта необходимо было предусмотреть разводной пролёт в центре моста, боковые пролёты в соответствии с требованиями судоходства не могли быть уже 100 м каждый. К разработке был принят вариант трёхпролётного моста с центральным разводным пролётом длиной 43 м и двумя боковыми по 100 м, перекрытыми железобетонными арками с ездой понизу. Применение железобетона для постоянных пролётов было обусловлено максимальной экономией металла.
В 1932 году, перед началом строительства моста, была изготовлена модель постоянных арочных пролётных строений в 1/5 натуральной величины (20 м), которая была установлена в Таврическом саду и испытана почти двойной расчётной нагрузкой. Испытание проходило с участием Г. П. Передерия, В. И. Крыжановского, В. К. Качурина, А. А. Долженко.
Мост сооружён в 1932—1936 годах. Строительство моста велось под руководством академика Г. П. Передерия, В. И. Крыжановского и главного инженера Ленмосттреста Ш. А. Джабуа. Из-за большой глубины Невы (до 15 м), интенсивного судоходства и обильного ледохода железобетонные пролётные строения бетонировались на подмостях на берегу. К месту установки готовые арки транспортировались на понтонах при помощи лебёдок. Работы по транспортировке пролётных строений велись под руководством крупного судостроителя и математика академика А. Н. Крылова. Под его же руководством были рассчитаны и изготовлены гигантские понтоны. Передвижение понтонов было поручено ЭПРОНу — «Экспедиции подводных работ особого назначения», специализирующейся на подъёме затонувших судов и располагающей соответствующими мощными лебёдками, тросами, якорями и т. д. Операция по перевозке на понтонах пролётных строений массой до 4000 т была осуществлена в практике мостостроения впервые. Первая конструкция была установлена 6 ноября 1935 года, вторая — 11 августа 1936 года. 6 ноября 1936 года мост был торжественно открыт для движения. Одновременно с мостом была построена пятикилометровая набережная левого берега, которая стала первым большим послереволюционным строительством набережных в городе:33.

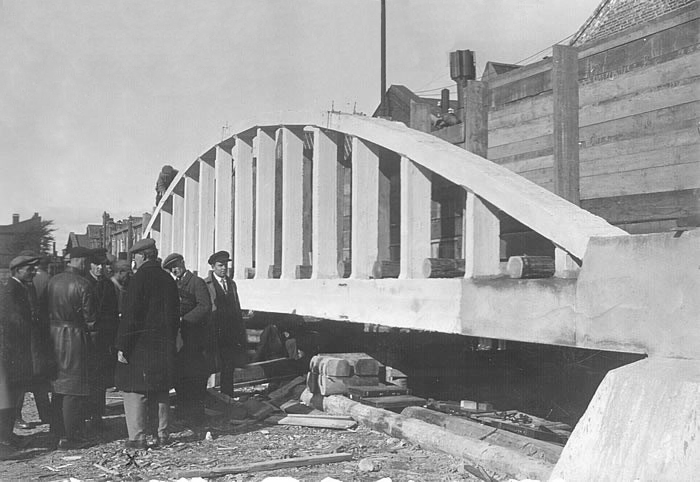
Испытание модели арок Володарского моста, 1932 год

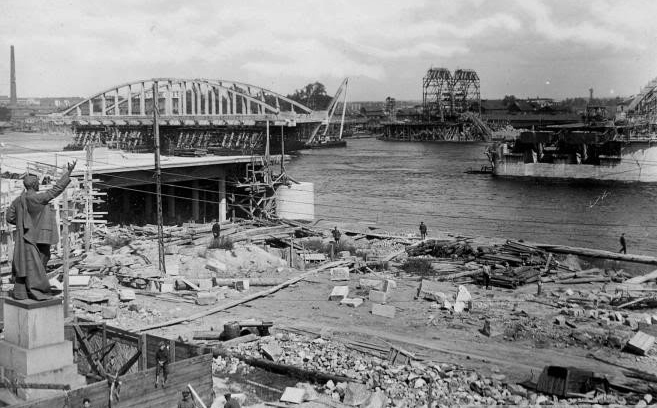
Строительство моста, 1930-е

Мост представлял собой трёхпролётное железобетонное арочное сооружение с ездой понизу, со средним металлическим двукрылым раскрывающимся разводным пролётом и двумя путепроводами транспортной развязки на обоих берегах Невы. Схема моста: 101 + 43,6 + 101 м. Общая длина моста составляла 325,24 м, ширина между осями ферм — 20,2 м, ширина проезжей части — 18 м, ширина тротуаров — по 3 м. Масса крыла разводного пролёта — 385 т, масса противовесов — 400 т. Схема моста близка по конструктивному решению к Большеохтинскому мосту.
Постоянные пролётные строения представляли собой гибкую арку с жёсткой затяжкой с расчетным пролётом 101,1 м. В то время это было уникальное инженерное сооружение. Арки полигональной формы имели прямоугольное сечение с подвесками двутаврового сечения и полой коробчатой затяжкой. В каждом пролёте имелось по две гибкие арки. Ветровые связи были исключены из этой системы, поскольку горизонтальные ветровые усилия передавались на подвески и проезжую часть:45. Арочные пролётные строения были армированы трубчатой арматурой, увязанной спиральной обмоткой и заполненной бетоном. Такое армирование было применено в практике мостостроения впервые.
Разводной пролёт представлял собой двукрылую раскрывающуюся систему с неподвижной горизонтальной осью вращения с жёстко прикреплёнными противовесами. Пролётное строение разводного пролёта впервые было выполнено металлическим цельносварным. В закрытом состоянии оно замыкалось в трёхшарнирную арку. Привод был электромеханическим. Береговые пролёты были перекрыты железобетонными пролётными строениями длиной по 32,0 м, рамной конструкции.
Устои моста массивные, железобетонные на свайном основании, облицованы гранитом. Промежуточные опоры массивные железобетонные на кессонном основании, облицованы гранитом. Покрытие на проезжей части постоянных пролётных строений было асфальтобетонным, а на разводном пролётном строении — деревянным. Тротуар был отделён от проезжей части моста бетонным поребриком, а на разводном — деревянным отбойным брусом. На мосту было установлено чугунное перильное ограждение с широкими гранитными тумбами, а на разводном пролёте — металлическое ограждение без тумб. На опорах разводного пролёта с верховой стороны были установлены гранитные обелиски на постаментах и сооружены лестничные спуски.
Это был первый железобетонный мост через Неву и первый крупный мост на Неве, построенный после 1917 года. В нём был реализован ряд технологических и архитектурных новшеств. Впервые в Ленинграде на подходах к мосту была устроена транспортная развязка в разных уровнях. Для усиления материала арок (и соответственно уменьшения их сечения) Передерий впервые использовал новый технологический метод, так называемый «эффект обоймы»: строительный бетон усиливается трубами, в которые под давлением нагнетается бетон, — такие конструкции в три раза прочнее, чем просто усиленные металлом. В каждой арке моста было 40 таких труб с бетоном. Применение электросварки для изготовления крыльев разводного пролёта в столь ответственном сооружении и в таких масштабах для того времени (1931 год) следует считать смелым новаторством. Применение сварных соединений взамен заклепок позволило снизить вес крыльев почти в 3 раза.
Мост имел важное значение для дальнейшего развития города: мост связал правый берег Невы с Невским районом и всей южной частью Ленинграда и позволил интенсивно развивать его застройку в восточном и северо-восточном направлениях. По величине постройки, её важности для города, логичности архитектурной композиции Володарский мост был выдающимся произведением советского зодчества.
В годы Великой Отечественной войны Володарский мост использовался как дублёр Финляндского железнодорожного моста и по нему производилась переброска подвижного состава с левого берега Невы на правый. Для этого в 1940 году группой специалистов-мостовиков с участием профессоров Г. Передерия, А. Гастева, В. Качурина, инженеров В. Крыжановского и С. Душечкина было проведено специальное испытание. Балочная клетка постоянных арочных пролётных строений была дополнительно испытана железнодорожной нагрузкой – паровозом серии «Оу».

### Мост 1993 года
В процессе эксплуатации за старым мостом было установлено наблюдение. Длительное время увеличивался прогиб затяжки арочных пролётных строений. Интенсивно шёл процесс отслаивания защитного слоя на арках. Неоднократно производились ремонтные работы по восстановлению защитного слоя, однако он продолжал разрушаться.
В 1970—1971 годах трестом «Ленмостострой» была проведена реконструкция отдельных частей моста, устаревших за время эксплуатации. 10 сентября 1985 года проходивший под мостом плавучий док задел крылья моста, блокировав разводной механизм. Неисправность была устранена, но после этого на мосту продолжали возникать аварийные ситуации. Как показали исследования, трубчатая арматура арок испытывала огромное перенапряжение. Приборы показывали прогиб пролётных строений до 30 см, который постепенно увеличивался. Остро встал вопрос о реконструкции сооружения. В 1986 году мост был закрыт на реконструкцию.

Володарский мост во время реконструкции. Видны уже поставленная на баржу снятая ферма и временный мост-дублёр справа

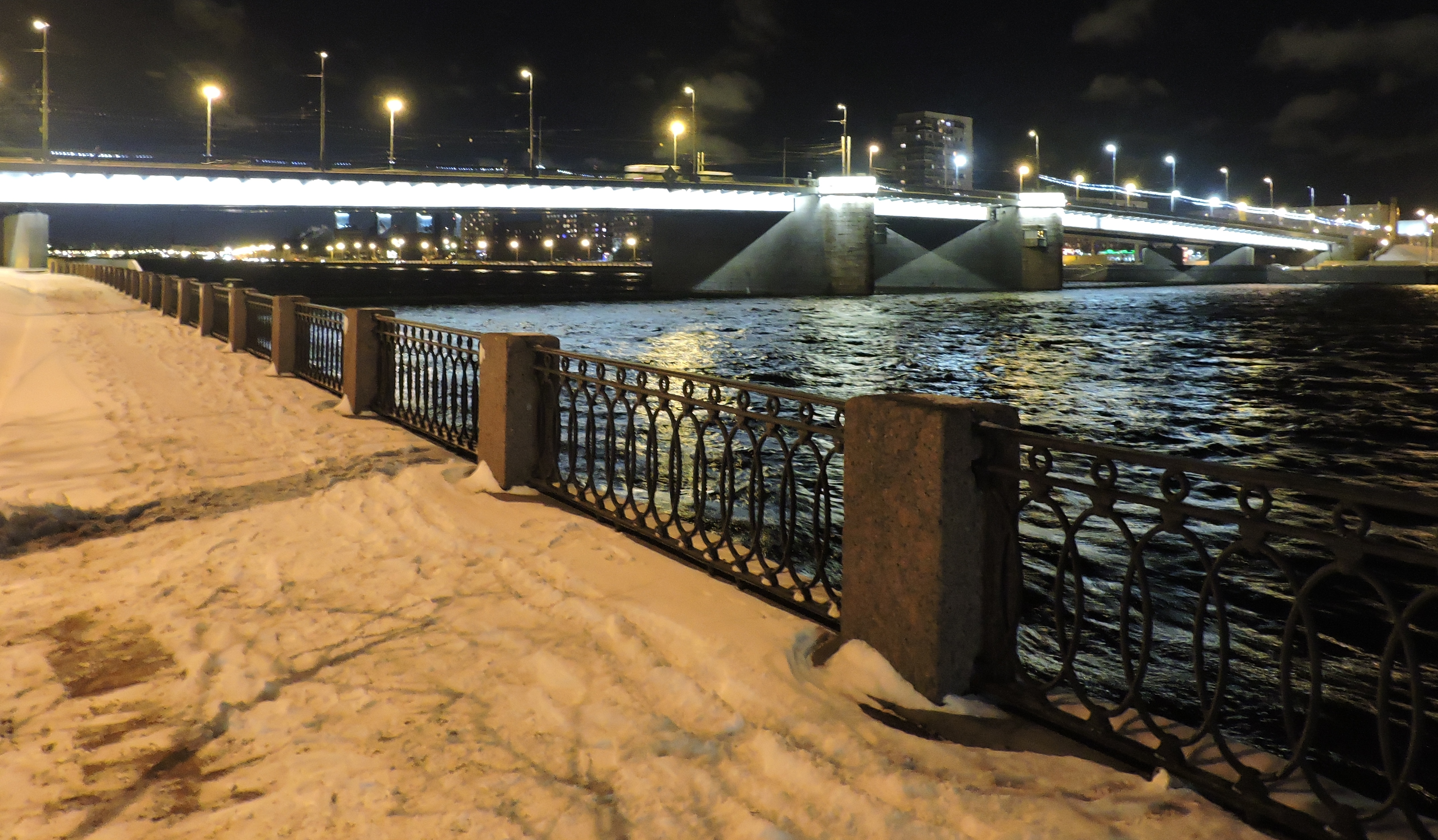
Художественная подсветка Володарского моста (8 января 2018 года)

Существующий мост построен в 1986—1993 годах по проекту главного инженера проекта Ленгипротрансмоста Н. Г. Тихомирова и главного архитектора Ленгипротрансмоста Ю. И. Синицы.
Строительство моста осуществляло МО-11 Мостостроя-6 под руководством главного инженера Б. И. Цветкова. Технический надзор вели инспектора Дирекции транспортного строительства О. А. Лебедев и Е. Н. Дворкин. На период реконструкции рядом с реконструируемым мостом, ниже по течению, был сооружён временный автобусно-пешеходный мост. Движение по временному мосту было открыто 14 сентября 1988 года. Разводной пролёт временного моста не поднимался, как у большинства разводных мостов, а сдвигался в направлении Народной улицы. В ходе реконструкции железобетонные арки были заменены металлическими балками с ездой поверху, опоры моста были сохранены. Старые железобетонные фермы были перевезены в район деревни Новосаратовка. В августе 2017 года железобетонные фермы старого Володарского моста продали с торгов за 100 тыс. рублей местному жителю.
В 1990 году установили 800-тонные 125-метровые пролёты на правобережный и левобережный устои, которые затем соединили 57-метровым разводным пролётом. Частичное движение транспорта по мосту было открыто в январе 1992 года, полностью – в январе 1993 года. 27 сентября 1991 года с мостом столкнулся танкер «Волгонефть-269», в результате столкновения был сбит плавучий строительный кран.
Основным дефектом моста являются колебания и вибрация пролётных строений и их элементов. От вибрации металлоконструкций стационарных пролётных строений происходят регулярные разрушения конструкций сварных швов барьерного и перильного ограждений, лотков. С февраля по декабрь 2008 года была проведена реконструкция моста — усилены металлоконструкции стационарных пролётных строений. Также была выполнена замена асфальтобетонного покрытия на правобережном низовом тротуаре моста на полимерное покрытие. В ходе ремонта, проводившегося на сооружении в 2012 году, на сооружении была выполнена замена трамвайного пути с применением новых технологий, снижающих вибрацию пролётных строений от проходящего подвижного состава.
С 7 августа 2013 года по 17 января 2014 года был проведён капитальный ремонт трамвайной эстакады, в связи с этим движение трамваев через мост было закрыто. Были запущены временные маршруты №39 и №54, причём №39 сохранился и после окончания ремонта.
27 декабря 2017 года на мосту заработала художественная подсветка, выполненная СПбГУП «Ленсвет».

## Конструкция

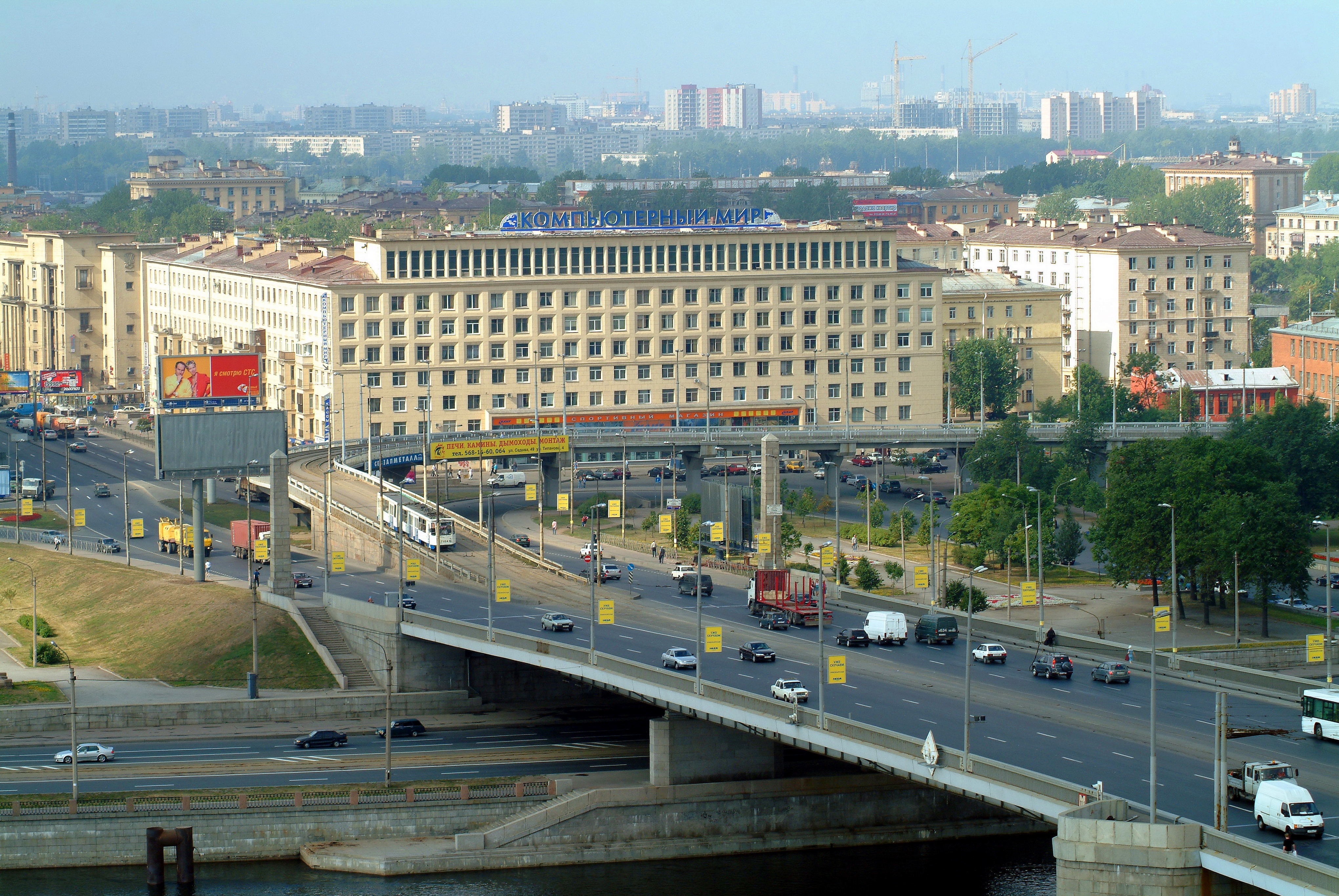
Трамвайная эстакада на левом берегу

Пятипролётный металлический мост с однокрылым раскрывающимся разводным пролётом посередине. Постоянные пролёты перекрыты двухпролётными неразрезными балками по схеме 50,1+102,0 м. Каждое пролётное строение состоит из двух полублоков, объединённых в общую конструкцию верхней ортотропной плитой и поперечными связями. Каждый полублок представляет собой коробчатую конструкцию, состоящую из двух главных балок, объединённых верхней и нижней ортотропной плитой.
Разводное пролётное строение цельнометаллическое, представляет собой единую конструкцию, состоящую из четырёх главных балок, объединённых по верху ортотропной плитой с рёбрами. Общая длина главных балок с противовесом 58,06 м. Разводной пролёт однокрылый, раскрывающейся системы с неподвижной осью вращения, с жёстко прикреплёнными противовесами. Разводка моста производится с помощью гидропривода. В закрытом состоянии — разрезная балка.
Устои моста массивные, железобетонные, на свайном основании, облицованы гранитом. К левобережному устою примыкает трамвайная эстакада. Промежуточные опоры реконструированы с частичным сохранением старого кессонного основания: сделаны выше, шире и устойчивее, облицованы гранитом. В правобережной опоре расположены разводные механизмы, кроме того, с правой стороны опора имеет два выреза с зумпфами для противовесов крыла. В левобережной опоре расположен пост управления разводкой моста.
Длина непосредственно моста 362,8 м, ширина моста между перилами 36,8 м, из них ширина проезжей части 31,6 м и два тротуара по 2,25 м. Схема разбивки на пролёты: 50,1+102,0+58,6+102,0+50,1 м.
Мост предназначен для движения автотранспорта, трамваев и пешеходов. Проезжая часть моста включает в себя 6 полос для движения автотранспорта (по три в каждом направлении) и 2 трамвайных пути. Покрытие проезжей части моста на стационарных пролётах — асфальт, покрытие проезжей части и тротуаров на разводном пролёте — эпосланбетонное. Тротуар отделён от проезжей части ограждением высотой 75 см из металлического сварного горизонтального бруса коробчатого сечения, прикреплённого к стойкам коробчатого сечения. На мосту установлено металлическое перильное ограждение простого рисунка. На опорах и устоях моста перильное ограждение завершается гранитными парапетами. На въездах на мост установлены гранитные обелиски на пьедесталах. С четырёх сторон моста сооружены лестничные спуски. Площадки подходов к мосту и лестничные спуски ограждены гранитным парапетом.